# Bandera de Garriguella
La bandera oficial de Garriguella té la següent descripció:
Bandera apaïsada, de proporcions dos d'alt per tres de llarg, formada per tres faixes, verda, vermella i verda, respectivament, i amb la faixa central d'amplària doble a la de les altres dues.
Va ser aprovada el 18 de juliol de 1990 i publicada en el DOGC el 13 d'agost del mateix any amb el número 1330.